# 哈里斯·武基奇
哈里斯·武基奇（1992年8月21日—）是一位斯洛維尼亞足球運動員，在場上司職攻擊型中場。他代表斯洛維尼亞國家足球隊參賽。

## 榮譽
韋根（借用）
- 英甲冠軍：2015/16年；

武里南联
- 泰國甲組足球聯賽: 2022–23
- 泰國足總盃: 2022–23
- 泰國聯賽盃: 2022–23